# Victor Barna
Victor Barna (Budapest, 24 agosto 1911 – Lima, 27 febbraio 1972) è stato un tennistavolista ungherese.
È l'atleta che ha vinto il maggior numero di medaglie d'oro ai campionati mondiali di tennis tavolo, ventidue.

## Biografia
Di origine ebraica, per sfuggire all'antisemitismo fu costretto a cambiare il suo nome Győző Braun in Victor Barna e sul finire di carriera gareggiò per i colori dell'Inghilterra. È stato anche presidente della Federazione Internazionale Tennis Tavolo.
A soli 24 anni, nel 1935, un grave incidente stradale avvenuto in Francia compromise definitivamente la sua carriera. Gli fu inserita una placca di platino nel braccio con il quale giocava, e tornò così a gareggiare, ma non ottenne più gli stessi risultati. 
A parte le 5 medaglie conquistate con la squadra ungherese, riuscì da quel momento a vincere solamente un altro titolo mondiale nel 1939 in doppio con l'austriaco Richard Bergmann, gareggiando entrambi con i colori inglesi.

## Palmarès

### Mondiali
Singolo
- (1930 e 1932/1935)

Doppio
- (1929/1935 e 1939)

Doppio misto
- (1932 e 1935)

Team
- (1929/1931, 1933/1935 e 1938)